# Арсеније Новгородски
Арсеније Новгородски (рођ. Амвросије 1500, Ржев - 12. јул 1570 или 1577, Новгород) - преподобни, новгородски пустињак, кожар, оснивач Новгородског Арсенијевог Богородичког манастира . Његове мошти почивају у Кириловском манастиру.
Православна црква помиње преподобног Арсенија 12. јула.

## Биографија
Рођен је око 1500. године у Ржев-Владимирову у породици кожара Григорија, имао је браћу и сестре: Григорија, Стефана, Татјану и Васу. Од малих ногу, Амвросије је навикао на занат, у којем је помагао оцу све до његове смрти. Шест месеци након венчања, тајно је отишао у Велики Новгород, одакле је написао писмо својој мајци и жени, у коме је изнео разлоге који су га подстакли да напусти свет. Првих пет година које је провео у Новгороду бавио се кожарским радом и тајно је постио и молио се. Некада чувени градитељ цркава и манастира Новгородац Фјодор Дмитријевич Сирков сазнао је за Амвросијев побожни живот и изразио спремност да му обезбеди средства за изградњу новог манастира.
Амвросије је примио монаштво са именом Арсеније и 1562. године подигао манастир и храм у част Рођења Богородице. Манастир се налазио у близини Мироносичке цркве на трговачкој страни у Јарослављевом двору, на десној обали реке Волхов. Оснивањем манастира Арсеније је наставио да води строго аскетски живот, стално носећи ланце. Године 1570, након погубљења Новгородаца, цар Јован Васиљевич је планирао да изгради себи палату у Јарослављевом двору, али је, сазнавши за боравак монаха Арсенија, прво дошао к њему са даровима и спољашњим смирењем. Пречасни монах се није плашио да разоткрије Ивана Грозног због његове суровости и није прихватио његове дарове. Иван је ћутао. 11. јула исте године, Иван Васиљевич, спремајући се да оде у Псков, поново је посетио Арсенија и замолио га за благослов на предстојећем путовању. "Сутра, господине", одговори му пустињак, "спреман сам да кренем за вама." Иван је био одушевљен, претпостављајући да је Арсеније одлучио да га прати у Псков; али монах је следећег јутра преминуо. Сахрањен је у истом уточишту где је и живео.
После проналаска моштију Арсенијевих, над њима је прво подигнута камена капела, а потом и црква Рођења Христовог са параклисом у име светог Леонтија, епископа ростовског. 8. маја 1785. године мошти светитеља пренете су из сада укинутог Новгородског Арсењевског манастира у Кирилов-Новгородски манастир, где почивају сакривене у капели на десној страни главне цркве.
Житије је написано 1701. године.